# Załuki (Sorkwity)
Załuki (deutsch Salucken) ist ein Ort in der polnischen Woiwodschaft Ermland-Masuren und gehört zur Landgemeinde Sorkwity (deutsch Sorquitten) im Powiat Mrągowski (Kreis Sensburg).

## Geographische Lage
Załuki liegt inmitten der Woiwodschaft Ermland-Masuren, neun Kilometer südwestlich der Kreisstadt Mrągowo (deutsch Sensburg).

## Geschichte
Der vor 1785 Saalawki, um 1785 Saalack und um 1818 Saluck genannte kleine Ort war ein Vorwerk im Gutsbezirk Sorquitten (polnisch Sorkwity). 1785 war Saalack ein „adliges Vorwerk mit drei Feuerstellen“. 1871 wurden 28, 1885 bereits 30 und 1905 nur noch 17 Einwohner gezählt.
Als 1945 in Kriegsfolge das gesamte südliche Ostpreußen an Polen überstellt wurde, war auch Salucken davon betroffen. Der Ort erhielt die polnische Namensform „Załuki“ und ist heute eine Ortschaft innerhalb der Landgemeinde Sorkwity (Sorquitten) im Powiat Mrągowski (Kreis Sensburg), bis 1998 der Woiwodschaft Olsztyn, seither der Woiwodschaft Ermland-Masuren zugehörig.

## Kirche
Bis 1945 war Salucken in die evangelische Kirche Sorquitten in der Kirchenprovinz Ostpreußen der Kirche der Altpreußischen Union sowie in die katholische Kirche Stanislewo (1931 bis 1945 Sternsee, polnisch Stanclewo) im damaligen Bistum Ermland eingepfarrt. Heute gehört Załuki zur evangelischen Pfarrei Sorkwity in der Diözese Masuren der Evangelisch-Augsburgischen Kirche in Polen, außerdem zur katholischen Pfarrei Sorkwity im jetzigen Erzbistum Ermland in der polnischen katholischen Kirche.

## Verkehr
Załuki liegt an der verkehrstechnisch bedeutenden polnischen Landesstraße 16 (einstige deutsche Reichsstraße 127), die drei Woiwodschaften miteinander verbindet und bis zur polnisch-litauischen Staatsgrenze führt. In Załuki enden außerdem zwei regionale Landwege. Einen Bahnanschluss gibt es nicht.